# Marouane Chamakh
Marouane Chamakh (arabiska: مروان الشماخ), född den 10 januari 1984, är en marockansk före detta fotbollsspelare (anfallare). 
Trots att Chamakh föddes och växte upp i Frankrike valde han att representera det marockanska landslaget där den första A-kampen var mot Sierra Leone den 8 juni 2003. Chamakh är den enda spelaren som lyckats göra mål i sex raka matcher i Champions League.
Chamakh började sin proffskarriär i Bordeaux. 2010 gick Chamakh över till Arsenal.
Inför vårsäsongen 2013 lånades Chamakh ut till West Ham United. 
Den 10 augusti 2013 presenterades Chamakhs övergång från Arsenal till Crystal Palace av de sistnämndas manager, Ian Holloway. 